# Johann Georg Kastner

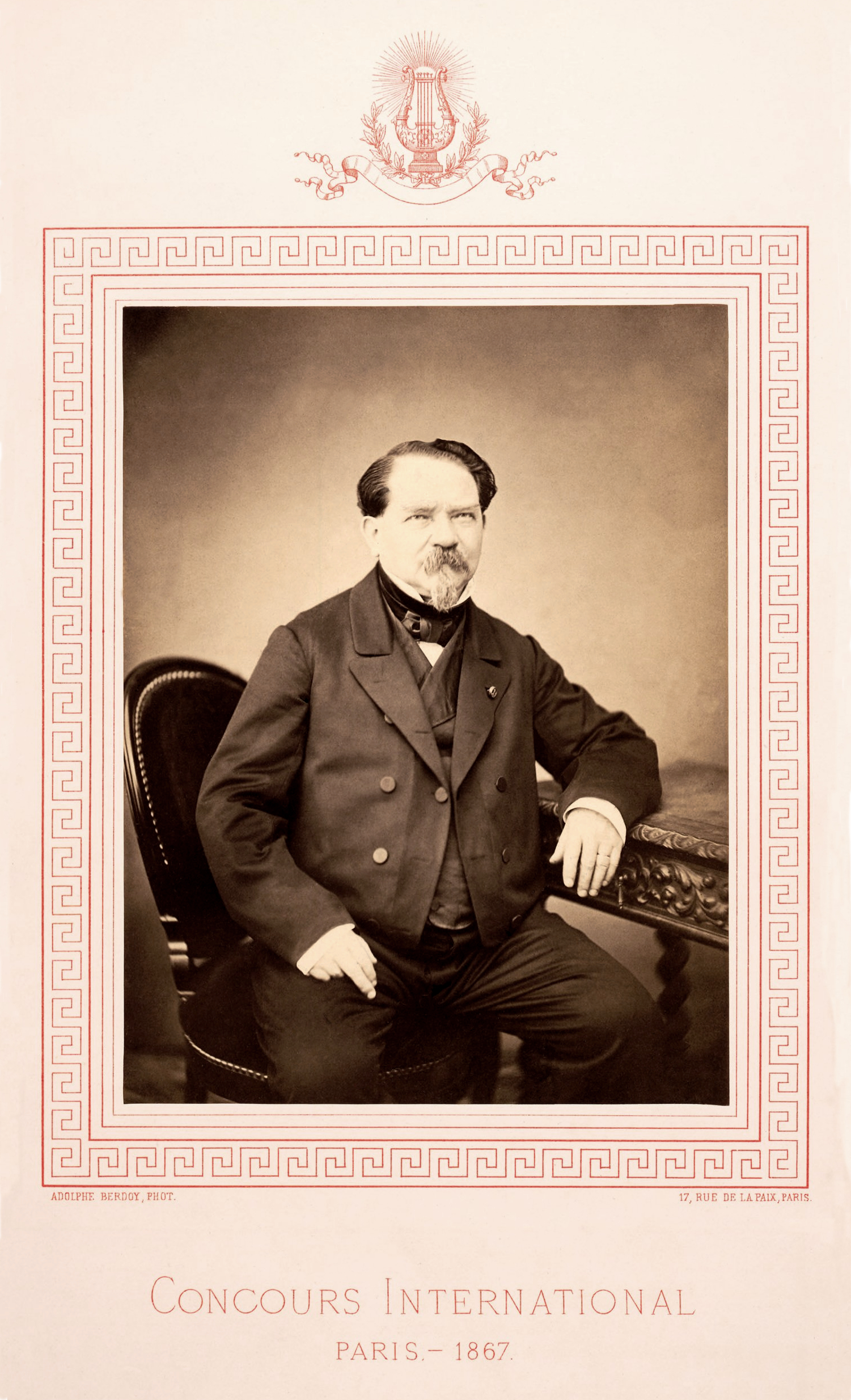
Jean-Georges Kastner, 1867

Johann Georg Kastner (Strasburgo, 9 marzo 1810 – Parigi, 19 dicembre 1867) è stato un compositore francese.

## Biografia
I genitori di Kastner erano Johann Georg Kastner, originario di Dettwiller, e Marie Salome Pfeiffer, di Wœrth. 
Nonostante il suo interesse per la musica, Kastner studiò teologia all'Università di Strasburgo, su richiesta di suo padre, dal 1827 al 1832. 
Dopo aver già realizzato quattro opere a Strasburgo (Gustav Wasa, Der Tod Oscar's, Der Sarazene, Die Königin der Sarmaten), nel 1835 il consiglio comunale gli concesse una borsa di studio per studiare al Conservatorio di Parigi, dove proseguì i suoi studi sotto la guida di Berton e Antonín Reicha.
Nel 1837 pubblicò un saggio intitolato Traité général d'instrumentation, il primo di una serie di lavori didattici, che venne accolto favorevolmente e adottato dal Conservatorio.
Il più forte interesse di Kastner si rivolse agli strumenti musicali aerofoni, in particolar modo alle invenzioni strumentali di Adolphe Sax. Le sue composizioni per sax risultarono tra le prime opere scritte per questo strumento. 
Nel suo Manuel général de musique militaire (1848) vi furono incluse alcune delle prime illustrazioni degli strumenti di Sax.
Il 16 maggio 1837 sposò a Parigi la sua allieva, Léonie Kastner-Boursault. Dal momento che Léonie era ricca, suo marito poteva esercitare la sua professione senza preoccupazioni finanziarie. La coppia ebbe un figlio, il medico e musicista Frédéric Kastner.
Kastner fu membro all'Accademia di Belle Arti ed era un dottore onorario all'Università di Tubinga.
È stato autore di varie opere, tra le quali: Béatrice, La Maschera, Les Nonnes de Robert le Diable.
Ha composto Livres-partitions, una sorta di sinfonie-cantate vocali e strumentali introdotte da saggi storici sui protagonisti: Les dans des morts (1852), De la danse macabre (1852), La Harpe d'Eole et la Musique Comique (1856), Le Voiz de Paris (1875), Les Sirènes.
Ha prodotto anche liriche vocali, musica strumentale da camera, orchestrale.
Ha pubblicato numerosi libri, tra i quali: Les Chants de la vie (1854), una raccolta di cori maschili; Les Chants de l'armée française (1855).

## Opere principali

### Pubblicazioni
- Traité général d'instrumentation, (1837);
- Grammaire musicale, (1837);
- Cours d'instrumentation considerossous poetic and philosophical rapports of art, (1839);
- Manuel général de musique militaire à l'usage des armées françaises, (1848);
- Les Chants de l'armée française, (1855);
- Théorie abrégée du contrepoint et de fugue;
- Methode elémentaire d'harmonie appliquée à piano,
- Vari testi didattici per pianoforte, canto, violino, flauto, flauto, cornetta, trombone, oboe.

### Opere musicali principali
- Les danses des morts, (1852);
- Les chants de la vie, (1854);
- Les chants de l'armée française, (1855);
- La harpe d'Eole et la musique cosmique, (1856);
- Les cris de París, (1857);
- La rêve d'Oswald ou les sirènes, (1858).